# فرازير مكلارين
فرازير مكلارين (بالإنجليزية: Fraser McLaren)‏ هو لاعب كرة قدم بريطاني في مركز الوسط، ولد في 26 سبتمبر 1988. شارك مع منتخب اسكتلندا تحت 19 سنة لكرة القدم. أما مع النوادي، فقد لعب مع بيرويك راينجرز ونادي آير يونايتد ونادي مونتروز لكرة القدم.

## وصلات خارجية
- فرازير مكلارين على موقع قاعدة بيانات كرة القدم.إي يو (الإنجليزية)
- فرازير مكلارين على موقع Soccerbase.com (لاعب) (الإنجليزية)